# Emoia ponapea
Emoia ponapea — вид сцинкоподібних ящірок родини сцинкових (Scincidae). Ендемік Федеративних Штатів Мікронезії.

## Поширення і екологія
Emoia ponapea є ендеміками острова Понпеї. Вони живуть у вологих рівнинних тропічних лісах та у вторинних лісах по всьому острову.

## Збереження
МСОП класифікує цей вид як такий, що перебуває під загрозою зникнення. Emoia campbelli загрожує знищення природного середовища та можлива поява на острові інвазивних змій.